# اکسایش فیتزنر–موفات
اکسایش فیتزنر–موفات(به انگلیسی: Pfitzner–Moffatt oxidation)، که گاهی اوقات به عنوان اکسایش موفات (به انگلیسی: Moffatt oxidation) نیز نامیده می‌شود، یک واکنش شیمیایی برای اکسایش الکل‌های نوع اول و دوم به ترتیب به آلدهیدها و کتون‌ها است. عامل اکسنده ترکیبی از دی‌متیل سولفوکسید (DMSO) و دی‌سیکلوهگزیل‌کربودی‌ایمید (DCC) است. این واکنش اولین بار توسط جی. موفات و شاگردش کی. فیتزنر در سال ۱۹۶۳ گزارش شد.

## استوکیومتری و سازوکار
این واکنش به یک اکی‌والان دی‌ایمید، که عامل آب‌زدا است و یک اکی‌والان سولفوکسید، که یک اکسیدکننده است، نیاز دارد:
(CH3)2SO + (CyN)2C + R2CHOH → (CH3)2S + (CyNH)2CO + R2C=O
معمولاً از سولفوکسید و دی‌ایمید به‌میزان بیش از حد نیاز استفاده می‌شود. این واکنش به‌طور همزمان دی‌متیل سولفید و یک اوره نیز تولید می‌کند. حذف دی‌سیکلوهگزیل‌اوره ((CyNH)2CO) از محصول دشوار است.
سازوکار پیشنهادی برای این واکنش شامل واسطه آلکوکسی‌سولفونیم ایلید می‌شود.
این واکنش تا حد زیادی با اکسایش سوورن جابجا شده‌است، که به همین شکل از DMSO به‌عنوان اکسنده در حضور فعال‌کننده الکترون‌دوست استفاده می‌کند. اکسایش سوورن بازده بیشتر و استحصال ساده‌تری دارد.

## همچنین ببینید
- اکسایش کوری–کیم
- اکسایش سوورن
- اکسایش الکل